# Antoine Dubreil
Vicomte Antoine Marie François Augustin Dubreil de Pontbriand (* 1. Januar 1897 in Mouchamps; † 3. Mai 1982 in Carnac) war ein französischer Autorennfahrer.

## Karriere als Rennfahrer
Antoine Dubreil war in seiner Karriere einmal beim 24-Stunden-Rennen von Le Mans am Start. 1924 fuhr er gemeinsam mit Gérard Marinier einen Werks-Rolland-Pilain C23. Nach einem Defekt am Fahrzeug konnte er das Rennen nicht beenden. 

## Statistik

### Le-Mans-Ergebnisse
| Jahr | Team                                  | Fahrzeug                 | Teamkollege     | Platzierung | Ausfallgrund |
| ---- | ------------------------------------- | ------------------------ | --------------- | ----------- | ------------ |
| 1924 | Ets. Automobiles Rolland et Pilain SA | Rolland-Pilain C23 Sport | Gérard Marinier | Ausfall     | kein Benzin  |